# François Alexandre Pernot
Pour les articles homonymes, voir Pernot.

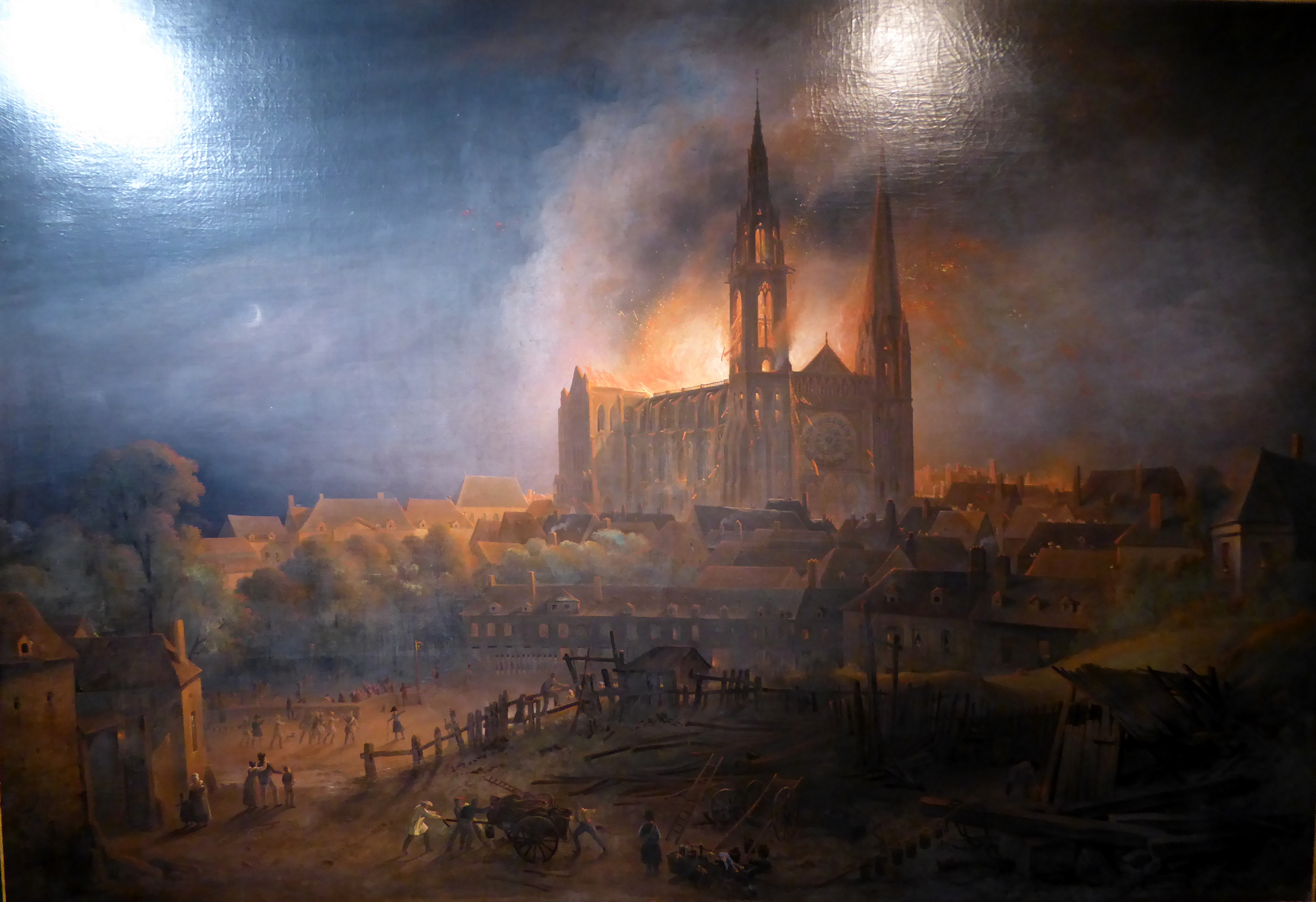
Incendie de la cathédrale de Chartres, le 4 février 1836 (1837), musée des Beaux-Arts de Chartres.

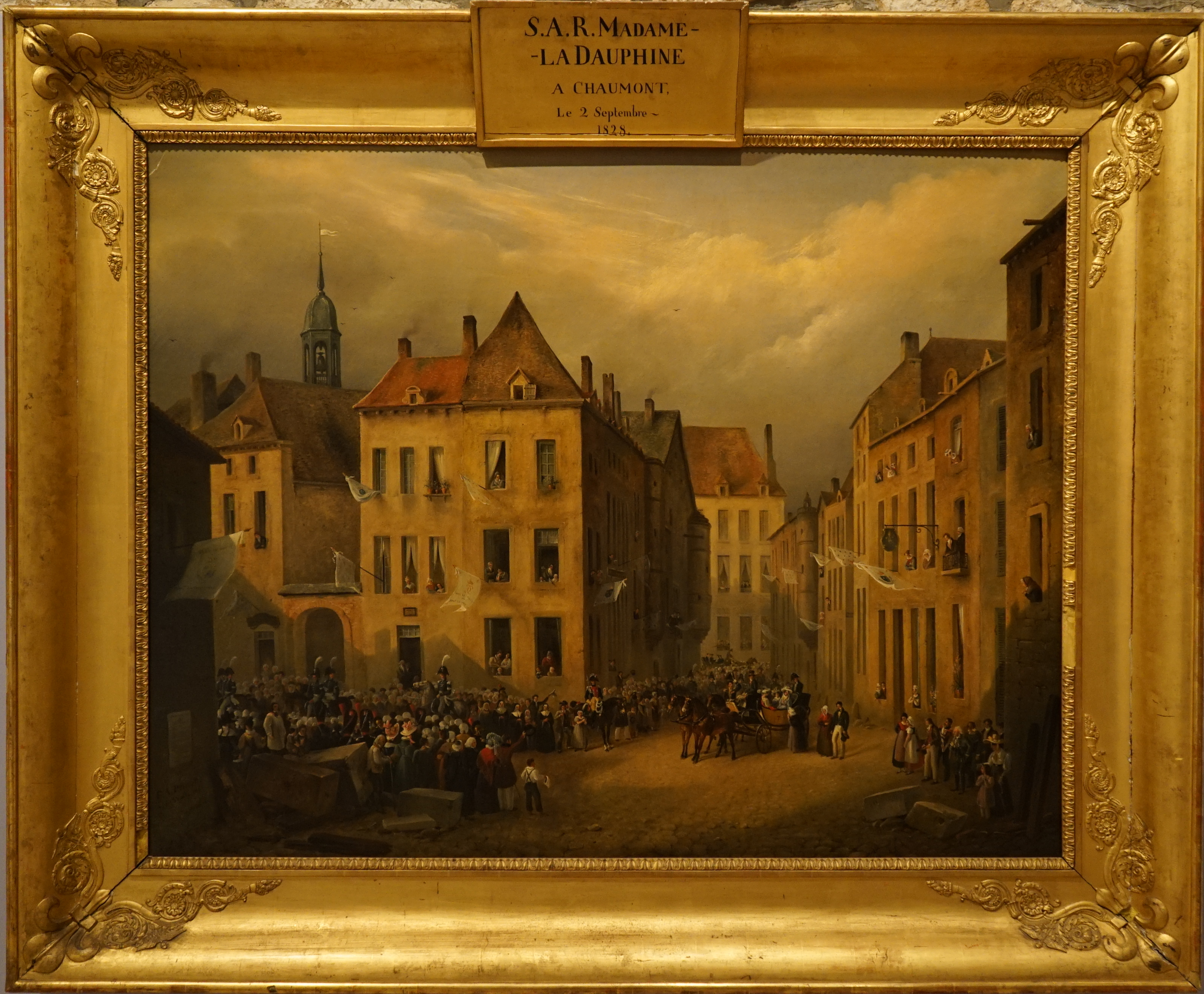
S.A.R Madame la Dauphine à Chaumont, le 2 septembre 1828, musée d'Art et d'Histoire de Chaumont.

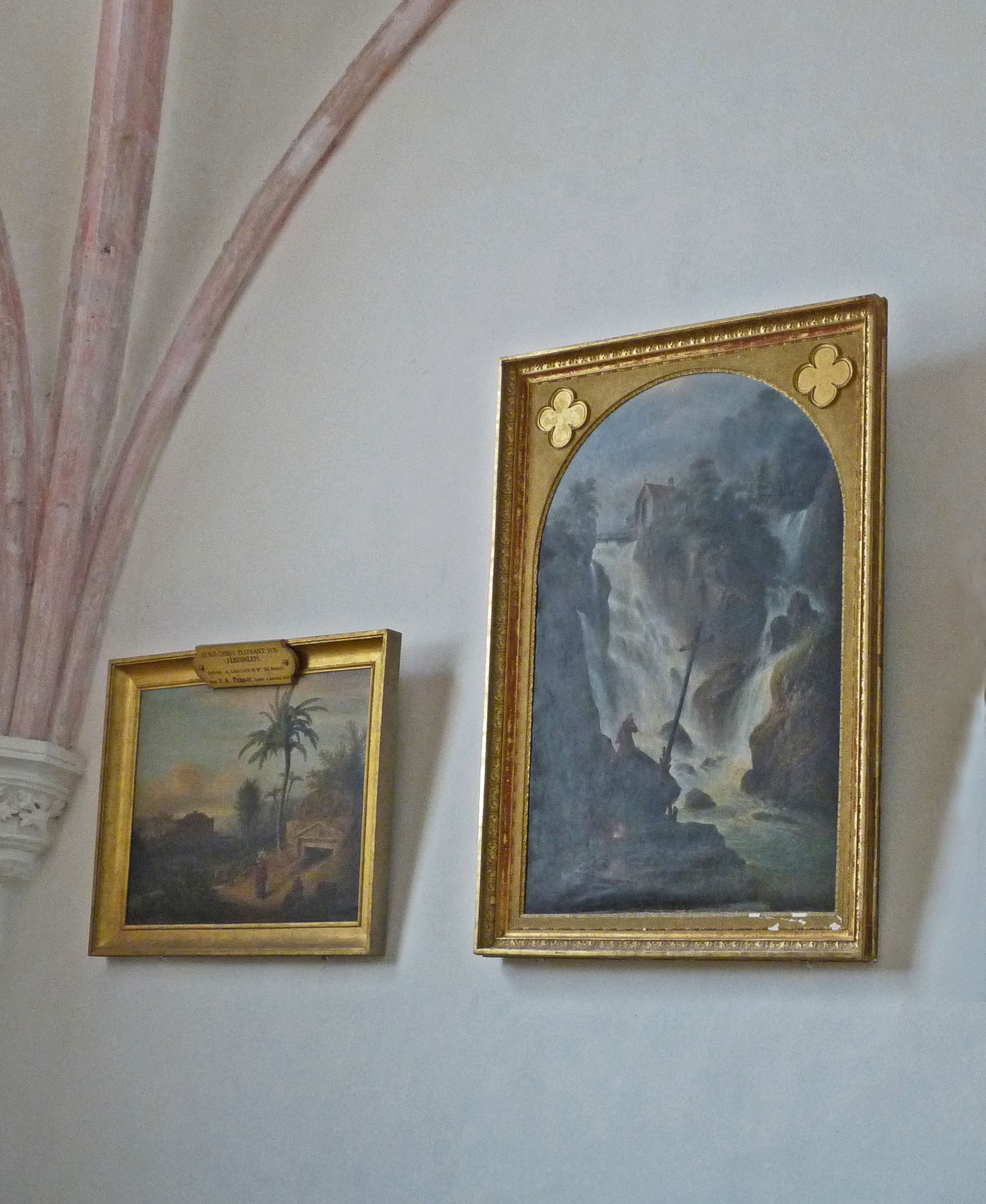
Jésus pleurant Jérusalem et Saint Franciscain priant dans un paysage, église Notre-Dame de Wassy.

François Alexandre Pernot, né à Wassy (Haute-Marne) le 10 février 1793 et mort dans la même ville le 3 novembre 1865, est un peintre et dessinateur français.

## Biographie
Pernot voyagea depuis l'Écosse à la Suisse en passant par le Rhin et les Vosges. Il figura aux salons de peinture et de sculpture de 1819 à 1863 et obtint une médaille de première classe en 1839 et une de deuxième classe en 1822. Le 6 mai 1846 il fut reçu chevalier dans l'ordre national de la Légion d'honneur.

## Congrès archéologique de France à Sens
Lors de ce  congrès organisé par la Société française d'archéologie en 1847, Alexandre Pernot, qui y participait, dessina un certain nombre de sites, de monuments et des œuvres d'art de la région ou y étant conservés. Certains dessins retrouvés dans les années 1990 permettent de documenter des monuments de la ville de Sens disparus, comme la Porte Notre-Dame.

## Son journal
Le journal tenu par Alexandre Pernot cite de nombreux noms de personnalités, d'artistes ou de collectionneurs.

## Décès
Il meurt à Wassy le 3 novembre 1865, sans doute des suites du choc consécutif au décès de sa fille, Marie-Joseph Léontine Pernot, survenu trois jours avant à Wassy, à l'âge de trente-neuf ans.

## Collections publiques
- Chartres, musée des Beaux-Arts : Incendie de la cathédrale de Chartres, le 4 février 1836, 1837, huile sur toile, 179,5 × 260,5 cm (inv. 3552)[5],[Note 1].
- Chaumont :
  - Musée d'Art et d'Histoire :
    - S.A.R Madame la Dauphine à Chaumont, le 2 septembre 1828 ;
    - La Basilique de Chaumont ;
    - Le Château de Châteauvillain.

  - Archives départementales de la Haute-Marne :
    - À Wassy (deux maisons au clair de lune) ;
    - Sous les remparts de Langres.
- Dijon, musée des Beaux-Arts :
  - Ruines de la Sainte-Chapelle, 1839, crayon et rehauts de craie blanche ;
  - Saint-Bénigne de Dijon, état actuel, 1845, crayon, lavis d'encre et rehauts de craie blanche ;
  - Abside de Notre-Dame de Dijon, 1845, crayon, lavis d'encre et rehauts de gouache blanche ;
  - Tasse de saint Bernard, 1856, aquarelle et rehauts de gouache blanche sur crayon ;
  - Croix d'orfèvrerie, 1858, crayon et rehauts de gouache et de craie blanches ;
  - Le Château de Lamotte près de Sigy, 1863, crayon et rehauts de gouache blanche sur papier calque ;
  - Dijon de 1590 à 1789 , crayon et encre noire, lavis gris ;    
  - Saint-Bénigne de Dijon, état ancien, crayon, lavis d'encre et rehauts de gouache blanche oxydée ;      
  - Restes de la Chartreuse près de Dijon, crayon ;
  - Restes de l'ancien château de Dijon, Crayon et rehauts de craie blanche ;          
  - Chape et chasuble de la chapelle des ducs de Bourgogne, encre, crayon noir, crayon rouge et rehaut de gouache doré.
- Paris, musée Carnavalet : fonds de dessins des sculptures de Notre-Dame de Paris.
- Reims :
  - bibliothèque municipale :
    - façade de la cathédrale ;
    - tombe des princes de Joinville ;
- Versailles, château de Versailles : 
  - Vue du monument élevé en 1801 à la mémoire de Turenne par l'armée du Rhin ;
  - Le Monument commémoratif de la mort de Turenne à Sasbach en Allemagne, 1836, aquarelle[Note 2].